# Campionati mondiali di freestyle 2005
I Campionati mondiali di freestyle 2005 sono stati l'11ª edizione della manifestazione. Si sono svolti a Ruka, in Finlandia, dal 17 al 20 marzo 2005. 

## Risultati

### Uomini

#### Salti
| Posizione | Atleta          | Nazione     | Punti  |
| 1         | Steve Omischl   | Canada      | 258,98 |
| 2         | Jeff Bean       | Canada      | 253,61 |
| 3         | Aljaksej Hryšyn | Bielorussia | 246,19 |

Data: 18 marzo 2005

#### Gobbe
| Posizione | Atleta            | Nazione     | Punti |
| 1         | Nathan Roberts    | Stati Uniti | 29,90 |
| 2         | Marc-André Moreau | Canada      | 26,83 |
| 3         | Dale Begg-Smith   | Australia   | 26,75 |

Data: 19 marzo 2005

#### Gobbe in parallelo
| Posizione | Atleta        | Nazione     |
| --------- | ------------- | ----------- |
| 1         | Toby Dawson   | Stati Uniti |
| 2         | Sami Mustonen | Finlandia   |
| 3         | Jeremy Bloom  | Stati Uniti |

Data: 20 marzo 2005

#### Halfipipe
| Posizione | Atleta              | Nazione | Punti |
| 1         | Mathias Wecxsteen   | Francia | 47,00 |
| 2         | Loïc Collomb-Patton | Francia | 46,70 |
| 3         | Corey Vanular       | Canada  | 44,00 |

Data: 17 marzo 2005

#### Ski cross
| Posizione | Atleta         | Nazione   |
| --------- | -------------- | --------- |
| 1         | Tomáš Kraus    | Rep. Ceca |
| 2         | Jesper Brugge  | Svezia    |
| 3         | Audun Grønvold | Norvegia  |

Data: 18 marzo 2005

### Donne

#### Salti
| Posizione | Atleta      | Nazione  | Punti  |
| 1         | Li Nina     | Cina     | 197,37 |
| 2         | Evelyne Leu | Svizzera | 196,01 |
| 3         | Guo Xinxin  | Cina     | 183,94 |

Data: 18 marzo 2005

#### Gobbe
| Posizione | Atleta            | Nazione     | Punti |
| 1         | Hannah Kearney    | Stati Uniti | 26,40 |
| 2         | Nikola Sudová     | Rep. Ceca   | 26,31 |
| 3         | Margarita Marbler | Austria     | 26,31 |

Data: 19 marzo 2005

#### Gobbe in parallelo
| Posizione | Atleta        | Nazione  |
| --------- | ------------- | -------- |
| 1         | Jennifer Heil | Canada   |
| 2         | Kari Traa     | Norvegia |
| 3         | Aiko Uemura   | Giappone |

Data: 20 marzo 2005

#### Halfipipe
| Posizione | Atleta           | Nazione     | Punti |
| 1         | Sarah Burke      | Canada      | 44,00 |
| 2         | Kristie Leskinen | Stati Uniti | 39,70 |
| 3         | Grete Eliasen    | Norvegia    | 38,20 |

Data: 17 marzo 2005

#### Ski cross
| Posizione | Atleta           | Nazione |
| --------- | ---------------- | ------- |
| 1         | Karin Huttary    | Austria |
| 2         | Magdalena Iljans | Svezia  |
| 3         | Ophélie David    | Francia |

Data: 18 marzo 2005

## Medagliere
| Pos.   | Paese       | Oro | Argento | Bronzo | Totale |
| ------ | ----------- | --- | ------- | ------ | ------ |
| 1      | Canada      | 3   | 2       | 1      | 6      |
| 2      | Stati Uniti | 3   | 1       | 1      | 5      |
| 3      | Francia     | 1   | 1       | 1      | 3      |
| 4      | Rep. Ceca   | 1   | 1       | 0      | 2      |
| 5      | Cina        | 1   | 0       | 1      | 2      |
| 5      | Austria     | 1   | 0       | 1      | 2      |
| 7      | Svezia      | 0   | 2       | 0      | 2      |
| 8      | Norvegia    | 0   | 1       | 2      | 3      |
| 9      | Finlandia   | 0   | 1       | 0      | 1      |
| 9      | Svizzera    | 0   | 1       | 0      | 1      |
| 11     | Australia   | 0   | 0       | 1      | 1      |
| 11     | Giappone    | 0   | 0       | 1      | 1      |
| 11     | Bielorussia | 0   | 0       | 1      | 1      |
| Totale | Totale      | 10  | 10      | 10     | 30     |